# 9691 Zwaan
A 9691 Zwaan (ideiglenes jelöléssel 6053 P-L) a Naprendszer kisbolygóövében található aszteroida. Cornelis Johannes van Houten, Ingrid van Houten-Groeneveld és Tom Gehrels fedezte fel 1960. szeptember 24-én.